# Кожеуров, Владимир Александрович
Владимир Александрович Кожеуров (1911—1971) — советский учёный-металлург.

## Биография
Родился 2 июля 1911 года в селе Птичье Тобольская губерния.
Окончил Уральский индустриальный институт в 1934 году. В 1934−1939 учился в аспирантуре Уральского индустриального института.
С 1939 по 1957 годы заведовал кафедрой физической химии Сибирского металлургического института. В 1956 году защитил докторскую диссертацию в институте химии силикатов на тему «Статистическая термодинамика ионных растворов и применение её к металлургическим шлакам».
С 1957 по 1959 годы заведовал кафедрой аналитической химии Челябинского политехнического института. В 1959-м организовал кафедру физико-химических исследований металлургических процессов.
Умер 24 октября 1971 года в Челябинске.

## Научная деятельность
Разработал статистическую теорию растворов внедрения, которая позволила с большой точностью рассчитать растворимость углерода в низкоуглеродистых сплавах. Впервые установил особый класс растворов — растворы без перестановочной энтропии смешения. Выполнил работы по растворимости газов в металлургических расплавах, проблемам раскисления стали, анализу процессов образования неметаллических включений в стали, освоению производства железо-хром-алюминиевой лигатуры, совершенствованию процесса выплавки электрокорунда.

### Сочинения
- О механизме электрической проводимости в вюстите // Журн. физ. химии. 1965. № 3; К термодинамике растворов внедрения // Изв. вузов. Сер. Чер. металлургия. 1965. № 2.
- Термодинамика Металлургических шлаков
- Учебник «Статистическая термодинамика»

## Награды
- «За доблестный труд в Великой Отечественной войне»
- Орден Трудового Красного Знамени (1971)